# 25-й отдельный гвардейский полк специального назначения
25-й отдельный гвардейский полк специального назначения — военное формирование ГРУ Вооруженных сил России. Дислоцируется в Ставрополе. Входит в структуру Южного военного округа. Условное наименование — воинская часть № 05525 (в/ч 05525). Сокращенное наименование — 25 ОПСпН.

## История
Полк создан в 2012 году в Ставрополе. Формирование этой воинской части мотивировалось как необходимость обеспечения зимней олимпиады Сочи-2014. Для его комплектования были привлечены кадры из 22-й и 10-й бригад спецназа, дислоцированных на Кавказе, а также военнослужащие 33-й мотострелковой бригады и других воинских частей специфического профиля. 25-й полк спецназначения укомплектован исключительно солдатами и сержантами контрактной службы, проходившими в основном срок в горячих точках Северного Кавказа — Чечня, Дагестан, Ингушетия.
Первым командиром полка был полковник Юрий Штонденко, в недавнем прошлом командир 135-го мотострелкового полка 19-й дивизии, участник российско-грузинской войны августа 2008 года. Затем командиром полка был Владимир Гусанов, в недавнем прошлом начальник Центра подготовки разведок и спецподразделений в селе Ботлих в Дагестане.
Военнослужащие 25 ОПСпН принимали участие в оккупации Крыма и в войне на Донбассе.
В начале апреля 2022 года украинский журналист Роман Цымбалюк опубликовал список из 78 военнослужащих полка, отказавшихся участвовать в полномасштабном вторжении в Украину.
27 марта 2023 года полку присвоено звание «гвардейский».

## Награждённые званием Героя Российской Федерации
- майор Аплеталин, Максим Сергеевич,  командир разведывательной роты батальона специального назначения, 2022 год, (посмертно).
- прапорщик Гусев, Никита Юрьевич,   2023 год, (посмертно).